# Parafia Matki Bożej Nieustającej Pomocy w Cierchach
Parafia Matki Bożej Nieustającej Pomocy w Cierchach – parafia rzymskokatolicka, znajdująca się w diecezji kieleckiej, w dekanacie łopuszańskim.